# Комісар коронних земель (Австралія)

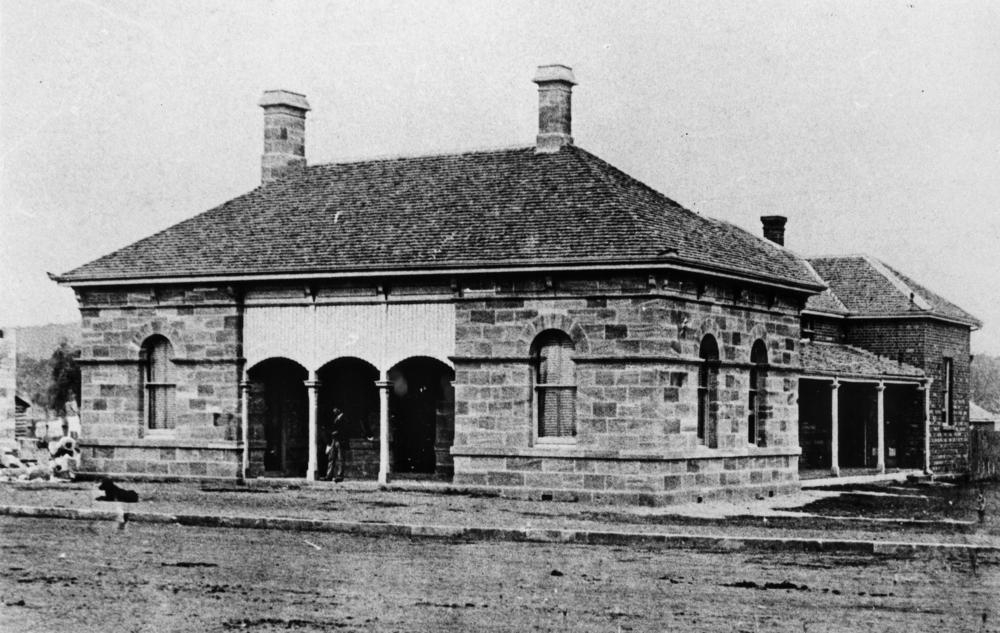
Офіс комісара коронних земель в Уоріку, Квінсленд. Приблизно 1875 рік.

Коміса́р коро́нних земе́ль (англ. Commissioner of Crown Lands) — урядовий чиновник, який призначався керувати землями, що належали британській короні (уряду), в різних австралійських колоніях.

## Передісторія

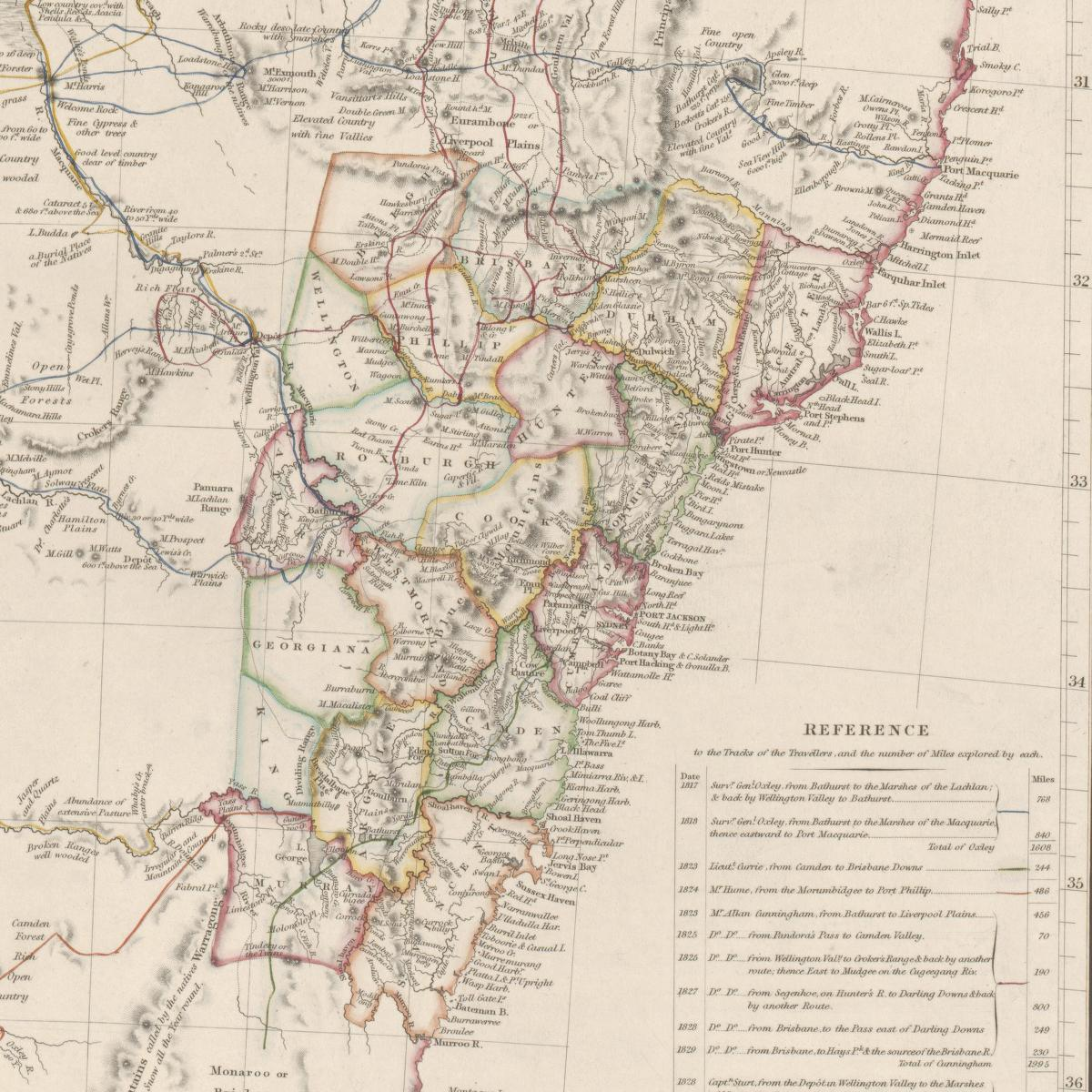
Дев'ятнадцять округів, Новий Південний Уельс. 1832 рік.

1788 року Австралію оголошено англійською територією та розпочато її посилене заселення. В перший рік заселення, 6 червня 1788 року, створений округ Камберленд (англ. Cumberland County). Кілька інших округів були проголошені пізніше в околицях Сіднея. Вільні поселенці та колишні каторжники, які мали «хорошу поведінку та схильність до праці», отримали право на земельний наділ до 30 акрів. Одружений чоловік отримував додаткові 20 акрів і, якщо були діти, ще 10 акрів. З 1826 року поселенцям дозволено займати землі тільки в межах визначеної області. 1829 року ці кордони були розширені до меж регіону загальною площею 34505 квадратних миль, відомому як Дев'ятнадцять округів (англ. Nineteen Counties). Вони стали офіційною територією заселення в колонії Новий Південний Уельс.
Після 1831 року, коли була прийнята нова земельна політика, безкоштовна видача земельних наділів припинилась (крім вже обіцяних). Доступними без обмежень залишились тільки землі в межах Дев'ятнадцяти округів. Вони продавались на публічних торгах. Виручка від продажу коронних земель спрямовувалась, зокрема, на фінансування імміграції робітників до колонії. Обмеження були введені з метою зниження витрат на адміністрування та зупинення потоку переселенців на зовнішні території. В той же час половина земель, наданих у колонії Новий Південний Уельс, була сконцентрована в руках багатих монополістів і спекулянтів. Це спонукало поселенців, незважаючи на невизначеність землеволодіння, гнати для випасу велику кількість овець і великої рогатої худоби за визначені межі заселення — на коронні землі.

## Колонія Новий Південний Уельс

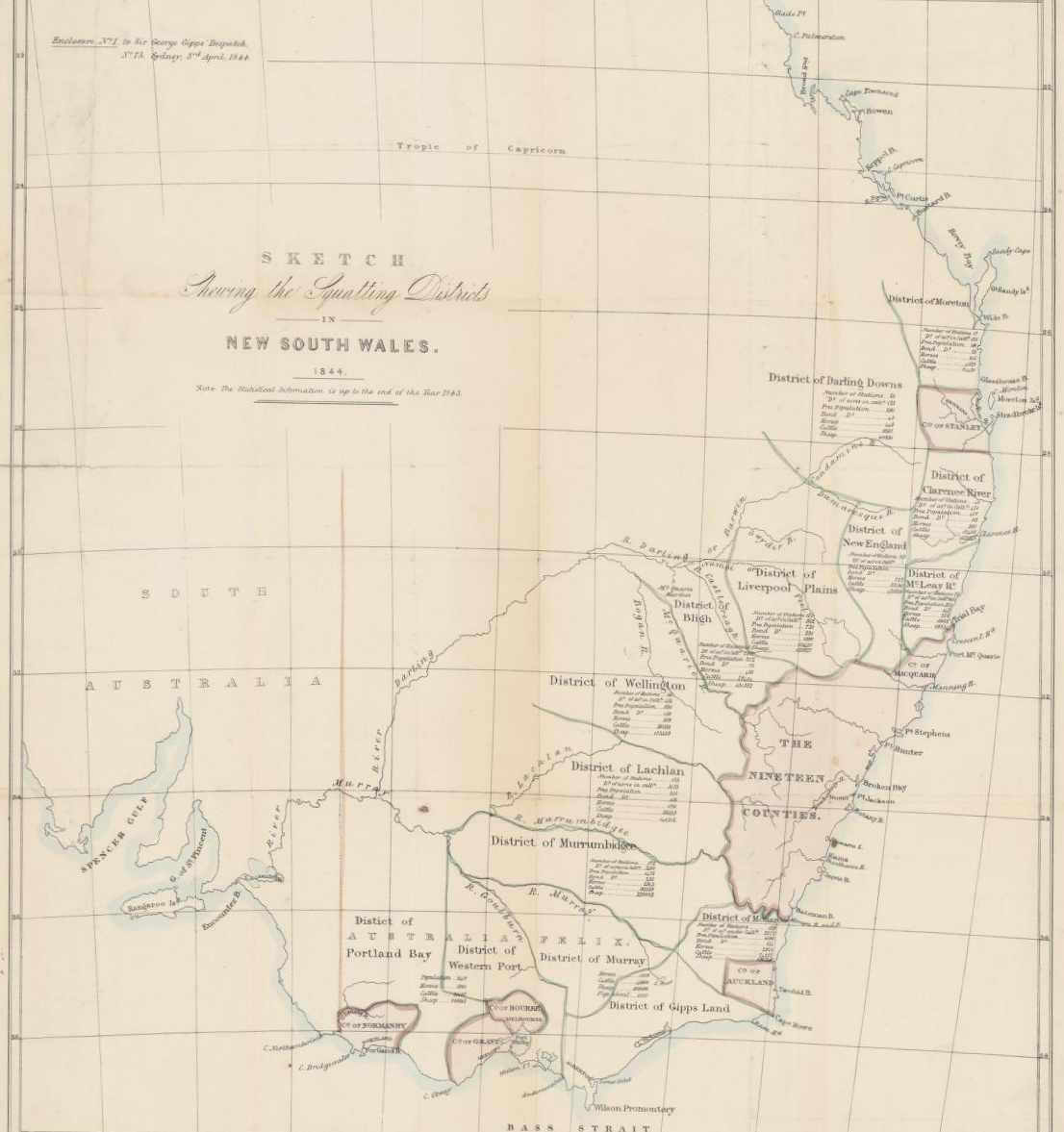
Мапа самочинно заселених районів (дистриктів) поза межами Дев'ятнадцяти округів, Новий Південний Уельс. 1844 рік.

Зміни території Нового Південного Уельса.

1833 року, під час правління Вільгельма IV, в спробі запобігти великим самовільним зайняттям коронних земель ухвалений «Закон для захисту коронних земель цієї колонії від посягань на вторгнення та порушення володіння» (англ. Act 4, Will. IV, No. 10, 1833), який уповноважив губернатора Нового Південного Уельса призначити необхідну кількість комісарів в колонії. Обов'язки — обходи, інспектування підпорядкованих коронних земель колонії; встановлення спеціальних маяків та орієнтирів для позначення коронних земель, підтримка їх в належному стані, ремонт, заміна; нагляд за дотриманням законодавства; подання письмових звітів губернатору (колоніальному секретарю (англ. Colonial Secretary)). При виконанні обов'язків міг залучити на допомогу будь-якого мирового суддю (англ. Justice of the Peace) або констебля, а також інших осіб в кількості, необхідній для виконання положень закону.
Але ці заходи остаточно не спинили захоплення земель. Воно поширилось за межі заселених округів. Вперше комісари для таких районів були призначені відповідно до положень «Закону про стримування самовільного зайняття коронних земель» від 1836 року (англ. Act 7, Will. IV, No. 4, 1836). Цей закон передбачав видачу ліцензій на випасання овець і великої рогатої худоби на вільних коронних землях.
Продовженням врегулювання проблеми стали доповнення та зміни до «Закону про стримування самовільного зайняття коронних земель» від 1838 року (англ. Act 2, Vic., № 19, 1838) та «Закон про стримування самовільного зайняття коронних земель і забезпечення засобів покриття видатків прикордонної поліції» від 1839 року (англ. Act 2, Vic., № 27, 1839). Положення цих актів підсилили Закон від 1836 року. Перший встановлював штрафи за самовільне зайняття коронних невикористовуваних, пустуючих земель (англ. waste land), за випас худоби за межами земель, на які видана ліцензія, за вирубку деревини всередині або за межами виділених земель без відповідної ліцензії; ув'язнення за підробку ліцензій або інших документів, що надавали право на використання земель. Також за цим законом, в разі анулювання оренди або ліцензії, судді та відповідні комісари коронних земель мали право по закінченню 10-денного строку після вручення порушнику повідомлення вступити на такі землі, використовуючи допомогу, яка тільки може знадобитися, та заволодіти землею найбільш доцільним способом, яким вони вважають, в інтересах і від імені Корони разом з будь-якими будинками або спорудами, з метою видалення таких порушників з зазначеної території, а також, щоб вигнати та конфіскувати будь-яку худобу, яка може бути знайдена при цьому. Закон встановлював систему оскарження дій з конфіскації та захисту самих виконавців. Другим законом за межами виділеної для заселення території з метою захисту прав Корони, для захисту та безпеки всіх осіб, які законно перебувають на коронних землях колонії, збереження миру та підтримання порядку створювались райони (дистрикти), в які губернатором призначались Комісари (по суті також були мировими суддями), а також підконтрольна їм прикордонна поліція (англ. Border Police) та доручались щопіврічний збір інформації про ліцензовані скотні станції (кількість вільних і невільних мешканців, акрів культивованої землі, поголів'я худоби); оцінка податку на овець, велику рогату худобу та коней; реєстрація для кожного власника постійного тавра для великої рогатої худоби та коней.